# محمدآصف فکرت
محمدآصف فکرت هِرَوی (زاده ۱۳۲۵ – درگذشته ۷ اردیبهشت ۱۴۰۱) نویسنده، شاعر فارسی‌زبان، مصحح و نسخه‌پژوه افغانستانی بود.

## زندگی‌نامه
فکرت هروی در سال ۱۳۲۵ و درهرات چشم به جهان گشود. در زادگاهش تعلیمات ابتدایی را در مکتب موفق و ثانوی را در لیسهٔ سلطان غیاث‌الدین غوری گذرانید. او لیسانس زبان و ادبیات فارسی دری را از دانشگاه کابل و فوق لیسانس روزنامه‌نگاری را در هند به‌دست‌آورد. در افغانستان در رادیو، مطبوعات و آکادمی (فرهنگستان) علوم خدمت کرد. سپس در ایران فهرست‌نگار کتابخانهٔ خطّی آستان قدس، عضو علمی، ویراستار و مؤلّف در دائرةالمعارف بزرگ اسلام، و محقق و مؤلف در بنیاد پژوهش‌های اسلامی بود. وی از دوستان نزدیک دکتر محمدعلی اسلامی ندوشن بود. 

## درگذشت
فکرت در پایان عمر در شهر اتاوای کانادا زندگی می‌کرد و همزمان با فوت دکتر اسلامی ندوشن، به کما رفت و نهایتاً دو روز بعد و در تاریخ ۷ اردیبهشت ۱۴۰۱ خورشیدی فوت نمود. دکتر اسلامی ندوشن در کتاب صفیر سیمرغ در خصوص آصف فکرت چنین نوشته‌است: «روز دوم اقامت من در مزارشریف بود[تابستان ۱۳۴۹] که آقای محمد آصف فکرت معاون اداره اطلاعات و کلتور[فرهنگ] بلخ و از شعرای جوان افغانستان به دیدنم آمد. فکرت به نظر من جوانی آمد که در فرهنگ و ادبیات کشور خود مؤثر واقع خواهد شد. خوش‌فهم و جدی و با شخصیت است.»